# أكيم مولر
أكيم مولر (بالألمانية: Achim Müller)‏ هو كيميائي ألماني، ولد في 14 فبراير 1938 في دتمولد في ألمانيا.